# Dactylostalix
Dactylostalix is een monotypisch geslacht uit de orchideeënfamilie, onderfamilie Epidendroideae.
De enige soort in dit geslacht, Dactylostalix ringens, is afkomstig uit Zuidoost-Azië.

## Naamgeving en etymologie
- Synoniem: Pergamena Finet (1900)

De geslachtsnaam Dactylostalix is afkomstig van het Oudgriekse δάκτυλος, daktulos (vinger) en στάλιξ, stalix (paal) en verwijst naar de vorm van het gynostemium.

## Kenmerken
Aangezien Dactylostalix een monotypisch geslacht is, wordt het volledig beschreven door zijn enige vertegenwoordiger, Dactylostalix ringens. Zie aldaar.

## Taxonomie
Dactylostalix wordt tegenwoordig samen met de geslachten Calypso en Corallorhiza en nog enkele ander tot de tribus Calypsoeae gerekend.
Het is een monotypisch geslacht met slechts één soort:
- Dactylostalix ringens Rchb.f. (1878)

Geslachten: Aplectrum · Calypso · Changnienia · Corallorhiza · Cremastra · Dactylostalix · (Didiciea) · Ephippianthus · Govenia · Oreorchis · Tipularia · Yoania · Wullschlaegelia